# Arabesk (beeldende kunst)

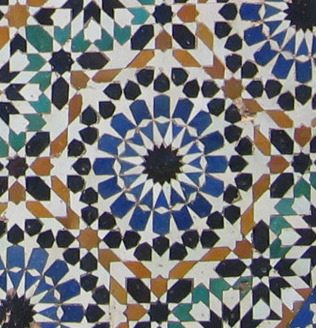
Mozaïek met arabeskmotief in Meknes (Islamitische kunst)

Een arabesk, ook wel spanningsboog of bewegingscurve, is in de architectuur en de beeldende kunst een vorm van oppervlaktedecoratie met ritmische patronen, repeterende bewegingslijnen en een typische gebruik van gebladerte en spiralen. Gewoonlijk bestaat de arabesk uit een ontwerp dat als een tegel eindeloos naast zichzelf geplaatst kan worden en waarbij de overgangen tussen elk van die herhalingen naadloos zijn.
In de islamitische kunst worden vaak hele oppervlakten zoals de muren van moskeeën en paleizen met arabesken bedekt. Voor moslims vormt het eindeloze motief een symbool voor de eenheid van de schepping van God.

## Heraldiek

Damascering in het onderste deel van het wapen
Tweekleurige arabesk van Bloys van Treslong

Arabesken komen ook in de heraldiek voor. Wapenvelden worden vaak, wanneer er geen herautstuk ingesteld wordt, met deze ornamenten versierd onder de benaming damascering. Ze hoeven echter niet noodzakelijk te worden genoemd bij de blazoenering (wapenbeschrijving). Ze vormen geen herautstukken en ook geen verandering van het wapen en hebben daarom slechts een decoratief karakter. De kunst van het weergeven is aangepast aan de tijdsperiode. In de middeleeuwen vormden het simpele regelmatige figuren, zoals bijvoorbeeld kruizen en meanders. Tijdens de Renaissance werden het zwierige en kronkelige elementen, die in het wapenveld symmetrisch werden weergegeven. Het vormden vaak gestileerde representaties van klimplanten.